# 포춘 아테리얼
《포춘 아테리얼》(FORTUNE ARTERIAL)은 일본의 어거스트 사가 2008년 1월 25일 발매한 연애 어드벤처 게임이다. 어거스트의 6번째 작품이 된다. 2010년 10월 9일부터 TV 도쿄 등의 방송사를 통해 애니메이션이 방영되고 있다.

## 개요
코믹 마켓 71회에 《어거스트 오피셜 핸드북》에서 제작이 발표되었다. 그 후 2007년 2월 21일. 어거스트 홈페이지에서 공식 제작 발표 되었고, 2007년 10월 19일에는 발매일이 2008년 1월 25일로 발표되어 예악 행사나 협찬하는 점포도 발표되었다.
《새벽녘보다 유리색인》으로부터 약 2년 반만에 나오는 어거스트의 신작이라 각 잡지에서 특집 기사를 내놓는 등 기대가 높아지고 있었다.

## 줄거리
해상 교통의 중심지인 타마츠섬. 그곳엔 벚꽃의 명소와 마르지 않는 연못이라 불리는 곳이 있다. 주인공 '하세쿠라 코헤이'는 이 섬에 있는 6년제 '슈지칸 학원'에 전학을 오지만, 그곳엔 흡혈귀가 있었다.

## 등장인물
성우의 표기는 (원작·드라마CD 표기/애니메이션 표기)의 형식으로 한다.

### 주인공
하세쿠라 코헤이(일본어: 支倉 孝平)
성우 - 나카모토 신스케(게임은 보이스 없음) / 오노 다이스케
키 174cm. 방 번호 2A-18

### 히로인
센도 에리카(일본어: 千堂 瑛里華)
성우 - 미무라 쇼코 / 칸다 리에
생일 6월 7일. 혈액형 B형. 별자리 쌍둥이좌. 키 159.8cm. 방번호 4A-01
토기 시로(일본어: 東儀 白)
성우 - 히메카와 아이리 / 미네기시 유카리
생일 2월 19일. 혈액형 A형. 별자리 물고기좌. 키 145.0cm. 방번호 4D-17
쿠제 키리하(일본어: 紅瀬 桐葉)
성우 - 쿠스노기 스즈네 / 나루미 에리카
생일 11월 21일. 혈액형 AB형. 별자리 전갈좌. 키 164.4cm. 방번호 4H-09
유키 카나데(일본어: 悠木 かなで)
성우 - 히나미 후카 / 나바타메 히토미
생일 4월 2일. 형액형 0형. 별자리 양좌. 키 151.8cm 방번호 3A-18 (주인공 방의 바로 위층)
유키 하루나(일본어: 悠木 陽菜)
성우 - 타카츠키 사쿠라 / 타구치 히로코
생일 10월 4일. 혈액형 A형. 별자리 천징좌. 키 155.9cm. 방번호 3B-16

### 서브 캐릭터
센도 이오리(일본어: 千堂 伊織)
성우 - 케빈 스파이시 / 스와베 준이치
출생일 8월 7일. 혈액형 B형. 별자리 사자좌. 키 181.6cm
토기 세이치로(일본어: 東儀 征一郎))
성우 - 타카토리 레이 / 츠보이 토모히로
출생일 4월 9일. 혈액형 A형. 별자리 양좌. 키 178.8cm
하치만다이라 츠카사(일본어: 八幡平 司)
성우 - 하이 쿄타로 / 이토 켄타로
출생일 9월 20일. 혈액형 0형. 별자리 처녀좌.키 176.3cm
아마이케 시즈코(일본어: 天池 志津子)
성우 - 미사키 토모미 / 호시노 치즈코
아오토 마사노리(일본어: 青砥 正則)
성우 - 이치죠 카즈야
미술부 부장(일본어: 美術部部長)
성우 - 미즈키리 케이토
학원 6학년으로 미술부의 부장. 이름은 불명. 부원의 감소에 고민하고 있다. 말하고 싶은 것은 분명히 말하는 성격. 친가는 츠카사가 아르바이트를 하고 있는 초밥집.
5명의 히로인과 연결되지 않는 배드 엔드 루트에 진행되었을 때는, 그녀와 사랑하는 사이가 된다.
센도 카야(일본어: 千堂 伽耶)
성우 - 미세리 오우카
에리카와 이오리의 모친. 추정 연령 251이상.

## 제작진
- 제작 감독/총지휘 : 루네
- 캐릭터 디자인/원화 : 벳간코
- 시나리오 : 사사키 히로시, 우치다 히로유키, 안자이 히데아키
- 시나리오 협력 : 오카다 류나
- CG통괄 : 사토미 후지쿠
- 연출 : 키타가와 유키
- 무비 : 키타가와 유키, Iris motion graphics
- 캐릭터 아이콘 : 노미소 호에호에
- 서포트 : 요모기
- 음악 : Active Planets

- 이미지 테마 : It's my precious time!

노래 Misuho, 가사 uriel, 작곡/편곡 DJ SHIMAMURA
- 오프닝 테마 : 문을 열고, 둘이서 미래로

노래 Misuho, 가사 kurabe, 작곡/편곡 Ultra Violet
- 삽입곡 : Pure Message

노래 真優, 가사 橋本真友子, 작곡/편곡 NOIZ'n GIRL
- 삽입곡 : 문을 열고, 둘이서 미래로 (ballad of arterial)

노래 Misuho, 가사 kurabe, 작곡/편곡 Ultra Violet
- 삽입곡 : 붉은 약속

노래 Veil, 가사 さなぎ, 작곡/편곡 sumiisan
- 엔딩 테마 : 한 방울

노래 ちっち, 가사 さなぎ, 작곡/편곡 sumiisan

## 만화
- 전격 G's magazine(미디어 워크스)에서 2007년 9월부터 사사키 아키의 《FORTUNE ARTERIAL Character's Prelude》연재가 시작되었다.
- 콘프H's(카도카와 쇼텐)에서 2007년 11월부터 코다마 이츠키의 《FORTUNE ARTERIAL》연재가 시작되었다.

## 애니메이션

### 제작진
- 감독 - 나와 무네노리
- 조감독 - 닛타 야스나리
- 시리즈 구성·각본 - 하세가와 카츠미
- 캐릭터 디자인 - 이시하라 메구미 (본명 - 이시하라 케이지)
- 디자인 담당 - 카와사키 아이카
- 미술감독 - 아베 사치에
- 미술설정 - 타니우치 유우호
- 색채 디자인 - 시노하라 아이코
- 촬영감독 - 키타오카 타다시
- 편집 - 히라키 다이스케
- 음악 - 안자이 타카아키
- 음악 제작 - AMG MUSIC
- 음향감독 - 이와나미 요시카즈
- 음향효과 - 코야마 야스마사
- 음향제작 - 글로비전
- 프로듀서 - 이마모토 쇼지, 베니야 요시카즈
- 애니메이션 제작 - ZEXCS, feel
- 제작 - 슈지칸 학원 학생회

### 방영 목록
| 화수   | 부제 (원제/풀이) | 부제 (원제/풀이) | 각본              | 그림 콘티       | 연출              | 작화감독                  | 총 작화감독     |
| ------ | ---------------- | ---------------- | ----------------- | --------------- | ----------------- | ------------------------- | --------------- |
| 제 1화 | 渡り鳥           | 철새             | 하세가와 카츠미   | 닛타 야스나리   | 후지사와 사샤     | 이소노 사토루 코타니 쿄코 | 이시하라 메구미 |
| 제 2화 | 始業式           | 개학식           | 마치다 토우코     | 코바야시 타카시 | 이타니 키요타카   | 니시오 코하쿠             | 이소노 사토루   |
| 제 3화 | 千年泉           | 천년 샘          | 다이치 케이이치로 | 닛타 야스나리   | 타카바야시 히사야 | 후지와라 미키오           | 이소노 사토루   |

### 주제가
오프닝 테마 '絆-kizunairo-色'
작사 - RUCCA , 작곡 - 류가, 편곡 - 마키노 노부히로
노래 - 리아
엔딩 테마 'I miss you'
작사·작곡·편곡 - 야기 유이치
노래 - Veil